# Мардан
Мардан (пушту مردان) — місто в пакистанській провінції Хайбер-Пахтунхва, адміністративний центр однойменного округу.

## Сільське господарство і промисловість
Мардан, в основному, сільськогосподарське місто. Основними культурами є: пшениця, цукрова тростина, тютюн, кукурудза, рис, ріпак, гірчиця та інші. Серед вирощуваних плодових культур: апельсини, сливи, персики, абрикоси, груші, манго.

## Клімат
Влітку дуже спекотно. Різке зростання температури відбувається з травня по липень, у нічний час часто бувають пилові бурі. Температура досягає свого максимуму в червні, 41,5 °C. Швидке падіння температури відбувається в жовтні. Найхолодніший місяць — січень. Середня мінімальна температура, зареєстрована в січні, 2,1 °C.
Більшість опадів випадає в липні, серпні, грудні і січні. Максимальна кількість опадів за серпень — 125,85 мм. Бувають грози і град. Відносна вологість залишається досить високою протягом усього року. Максимальний рівень вологості був зафіксований в грудні і склав 73,33 %.

## Населення
| 1961   | 1972    | 1981    | 1998    | 2012    | 2023    |
| ------ | ------- | ------- | ------- | ------- | ------- |
| 77 932 | 115 194 | 147 977 | 245 926 | 326 132 | 368 302 |
| [ 3 ]  |         |         |         |         |         |

## Уродженці
- Емі Хан (* 1994) — пакистанський співак, режисер, продюсер і актор.